# Du Bois (België)
Du Bois of Du Bois de Bounam de Ryckholt of de Bounam de Ryckholt is een Belgische notabele en adellijke familie.

## Genealogie
- Laurent J. du Bois (1717-1789)
  - Jean du Bois (1752-1816)
    - Denis-Célestin du Bois (1796-1843), arts en chirurg
      - Arthur du Bois (zie hierna)

  - Joseph du Bois (1756-1832)
    - Joseph Eugène du Bois (1789-1844), schepen van Zinnik
      - Eugène du Bois (zie hierna)
      - Emile du Bois (zie hierna)

## Arthur du Bois
- Arthur François Amélie baron du Bois (Zinnik, 26 april 1835 - Maisières, 16 november 1895), burgemeester van Maisières, werd in 1892 opgenomen in de Belgische erfelijke adel, met de titel baron, overdraagbaar bij eerstgeboorte
  - Albert baron du Bois de Chantraine (1866-1942)
    - Christian baron du Bois de Chantraine (1909-1995)
      - Loïc baron du Bois de Chantraine (1959), werkzaam bij de luchtmacht, chef de famille, anno 2018 ongehuwd

  - Fernand du Bois (1869-1911); trouwde in 1895 met Yvonne de Latre du Bosqueau (1874-1944). Ze kregen vier kinderen, met afstammelingen tot heden, onder wie de vermoedelijke opvolger als chef de famille.
  - Othon du Bois de Bounam de Ryckholt (vergunning in 1934 om naamgedeelte toe te voegen) (1872-1943)
    - Antoine du Bois de Bounam de Ryckholt (1904-1963)
      - Philippe de Bounam de Ryckholt (1934), afdelingshoofd bij de Generale Bank, secretaris van de Historische en Heraldische Commissie en conservator van het Iconografisch Bureau van de Vereniging van de Belgische adel, secretaris-generaal van de Genealogische en Heraldische Raad van België, secretaris-generaal van de Internationale Confederatie van genealogie en heraldiek. Hij kreeg in 1977 vergunning om zijn naam te wijzigen in de Bounam de Ryckholt.

## Eugène du Bois
- Eugène François Joseph du Bois (Zinnik, 17 januari 1818 - Ecaussinnes-d'Enghien, 19 mei 1893), kreeg hij de titel van pauselijk graaf en in 1892 werd hij opgenomen in de Belgische erfelijke adel.
  - Albert du Bois (1872-1940), diplomaat en schrijver, was secretaris op de Belgische ambassade in Parijs toen hij zich ontplooide tot hevig voorstander van de aanhechting van Wallonië bij Frankrijk en werd prompt uit de diplomatieke dienst ontslagen. Hij schreef talrijke toneelstukken en romans en was een militante wallingant.

## Emile du Bois
Emile François du Bois (1824-1901) kreeg in 1888 de titel van pauselijk graaf en in 1892 werd hij opgenomen in de Belgische erfelijke adel. Hij bleef ongehuwd.